# خوان رامون لوبيز كارو
خوان رامون لوبيز كارو (بالإسبانية: Juan Ramón López Caro) ، ويعرف أيضاً باسم لوبيز كارو (بالإسبانية:López Caro) من (مواليد 23 مارس 1963) هو مدرب كرة قدم إسباني، وقد درب أندية الدرجة الأولى الإسبانية مثل ريال مدريد ونادي ليفانتي، ودرب منتخب أسبانيا تحت 21 سنة ثم عمل مستشاراً فنيا للإتحاد السعودي عام 2012 وفي يناير 2013 أصبح مدرباً للمنتخب السعودي الأول خلفاً للهولندي فرانك ريكارد الذي أقيل من منصبه بعد بطولة كأس الخليج 2014.
ولقد عين مدربا لفريق سلطنة عمان الأول في (14يناير2016)،بعد اقالة المدرب بول لوجين في عام 2015.

## روابط خارجية
- خوان رامون لوبيز كارو على موقع قاعدة بيانات كرة القدم.إي يو (الإنجليزية)
- خوان رامون لوبيز كارو على موقع عالم كرة القدم.نت (الإنجليزية)